# Australicythere
Australicythere is een geslacht van kreeftachtigen uit de klasse van de Ostracoda (mosselkreeftjes).

## Soorten
- Australicythere californica (Hazel, 1962) Valicenti, 1977 †
- Australicythere davisi (Chapman, 1916) Benson, 1964
- Australicythere devexa (Mueller, 1908) Valicenti, 1977
- Australicythere frequens (Skogsberg, 1928)
- Australicythere paenepolylyca Hartmann, 1993
- Australicythere polylyca (Mueller, 1908) Benson, 1964